# Casa na Rua de São Miguel

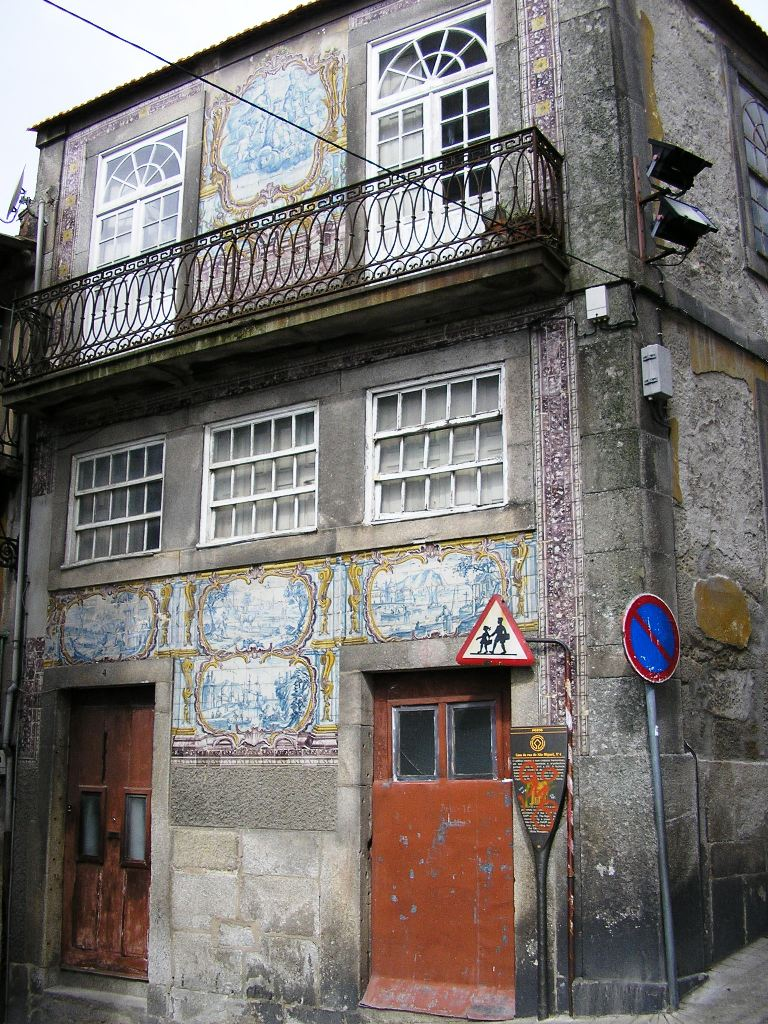
Casa na esquina da Rua de São Miguel com a Rua de São Bento da Vitória

A Casa da Rua de São Miguel, n.° 4 é um edifício histórico localizado na cidade do Porto, em Portugal.
Fazendo esquina com a Rua de São Bento da Vitória, o n.º 4 da Rua de São Miguel data do século XVII.
Os azulejos que a tornam especial e diferente, dos meados do século XVIII, representam a coroação de Nossa Senhora e episódios do quotidiano em geral. Acredita-se que estes azulejos faziam parte da decoração da Sala do Capítulo do Mosteiro de São Bento da Vitória e que de lá foram retirados para evitar os vandalismos e saques de que o mosteiro foi alvo depois do Cerco do Porto.